# Tecpán Guatemala
Tecpán Guatemala, localmente soltanto Tecpán, è un comune del Guatemala facente parte del dipartimento di Chimaltenango.

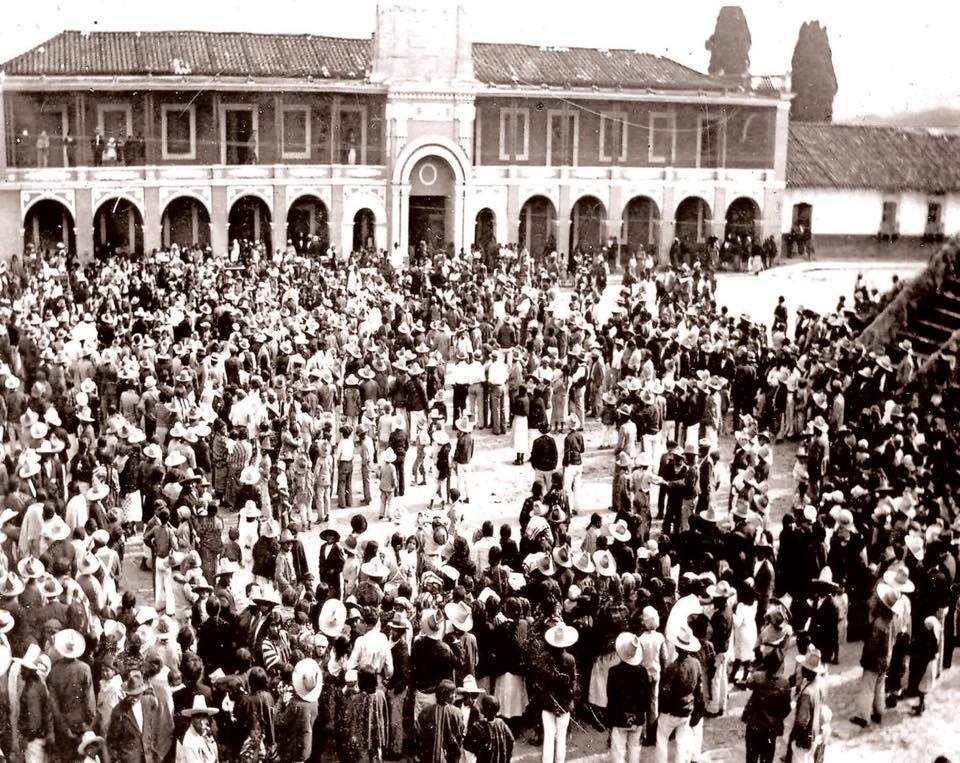
Tecpán 1893

Tecpán Guatemala venne fondata da Pedro de Alvarado nel 1524 con il nome di "Villad de Santiago", mentre gli indios messicani la chiamavano "Tecpán Quauhtemalan", da cui deriva il nome attuale.